# أرغون (مسلسل)
أرغون (아르곤) مسلسل كوري جنوبي من بطولة كيم جو هيوك وتشون وو هي. عرض المسلسل على قناة تي في إن في 4 أيلول 2017.

## القصة
تدور القصة حول صحفيين مخلصين يسعون جاهدين لتقديم الحقائق في عالم مليء بالأخبار الكاذبة.
كيم بيك جين مراسل ومذيع وقائد برنامج التحقيق الصحفي «أرغون» لا يتسامح مع أي أخطاء ويعتمد على الحقائق فقط. وفي الوقت نفسه، لي يون هوا مراسلة متعاقدة، وقبل أن ينتهي عقدها بثلاثة أشهر، يتم تعيينها للعمل في «أرغون» وتكافح من أجل الحصول على وظيفة دائمة كمراسل. تتلقى هناك تدريباً صارماً وتتطور كمراسلة أثناء العمل مع كيم بيك جين.

## روابط خارجية
- آرغون على موقع IMDb (الإنجليزية)
- آرغون على موقع نتفليكس (الإنجليزية)
- آرغون على موقع فيلمافينيتي (الإسبانية)
- آرغون على موقع كينوبويسك (الروسية)
- آرغون على موقع قاعدة بيانات الفيلم (الإنجليزية)